# Lawas
Huyện Lawas là một huyện thuộc bang Sarawak của Malaysia. Huyện Lawas có dân số thời điểm năm 2010 ước tính khoảng 37860 người.